# Jan Dołmat Isajkowski (zm. 1659)
Jan Dołmat Isajkowski herbu Prus I (zm. w 1659 roku) – kasztelan smoleński w 1659 roku, łowczy Wielkiego Księstwa Litewskiego w 1655 roku, stolnik żmudzki w latach 1645–1654, dworzanin pokojowy Jego Królewskiej Mości.
W 1648 roku podpisał elekcję Jana II Kazimierza Wazy z Księstwa Żmudzkiego. 17 października 1655 roku złożył przysięgę na wierność carowi Aleksemu Michajłowiczowi. 